# Sant Joan de Mollet
Sant Joan de Mollet è un comune spagnolo di 406 abitanti situato nella comunità autonoma della Catalogna.